# Однажды утром (мультфильм, 1981)
«Однажды утром» — советский короткометражный рисованный мультфильм для детей, снятый режиссёром-мультипликатором Инессой Ковалевской на студии «Союзмультфильм». Вышел в 1981 году.
Сценарий мультфильма написан по мотивам детской сказки писателя Михаила Пляцковского «Как утёнок Крячик свою тень потерял», посвящённой дружбе и взаимовыручке.
В мультфильме звучит музыка советского российского композитора Владимира Шаинского.
Песни исполнила российская артистка Елена Степаненко.

## Сюжет
Действие мультфильма начинается утром в городе. Главный герои истории — маленький утёнок. Герой не хотел дружить ни с кем, кроме своей тени. Во время прогулки он повстречал цыплёнка и барашка, которые хотели с ним подружиться и поиграть в мяч, но утёнок повёл себя с ними грубо и обидел. Неожиданно с героем случилась неприятность — он оступился и свалился в глубокий тёмный овраг. И тогда понял, что тень пропала и никто не может помочь ему выбраться. Из беды утёнка выручили барашек и цыплёнок, которые были неподалёку. В финале главный герой изменился — он понял, как важна взаимовыручка, и стал дружить не с тенью, а с барашком и цыплёнком.

## Съёмочная группа
| Автор сценария и текста песен | Михаил Пляцковский |
| Режиссёр                      | Инесса Ковалевская |
| Художник-постановщик          | Людмила Кошкина |
| Оператор                      | Светлана Кощеева |
| Композитор                    | Владимир Шаинский |
| Звукооператор                 | Владимир Кутузов |
| Исполнитель песен             | Елена Степаненко |
| Художники-мультипликаторы     | Татьяна Померанцева, Анатолий Абаренов, Виталий Бобров, Александр Мазаев, Александр Горленко, Эльвира Маслова, Владимир Зарубин |
| Художники                     | Борис Акулиничев, Анна Атаманова, Аркадий Шер                                                                                   |
| Монтажёр                      | Валентина Турубинер |
| Редактор                      | Пётр Фролов |
| Директор картины              | Нинель Липницкая |